# Naprawienie szkody
Naprawienie szkody – jedna z podstawowych sankcji prawa cywilnego, polegająca na naprawieniu szkody wyrządzonej czynem niedozwolonym albo niewykonaniem lub nienależytym wykonaniem zobowiązania. Celem naprawienia szkody jest wyrównanie uszczerbku poniesionego przez poszkodowanego. 
Sposób naprawienia szkody jest narzucony przez art. 363 § 1 Kodeksu cywilnego i może nastąpić: 
- przez przywrócenie stanu poprzedniego (restitutio in integrum),
- przez zapłatę odpowiedniej sumy pieniężnej, zwanej odszkodowaniem.

Naprawienie szkody przez przywrócenie stanu poprzedniego, tj. stanu, który istniał zanim szkoda została wyrządzona, wydaje się rozwiązaniem najprostszym. Skutki zdarzenia wyrządzającego szkodę zostają wówczas niejako automatycznie zlikwidowane. Taka restytucja nie zawsze jest jednak możliwa z uwagi na charakter uszczerbku albo też z uwagi na rozmiary szkody. Nie zawsze też będzie odpowiadać interesom samego uprawnionego. 
Naprawienie szkody drogą zapłaty odpowiedniej sumy pieniężnej oznacza zapłatę do rąk uprawnionego sumy pieniężnej, która odpowiada wysokości szkody obliczonej podług miernika wartości, którym jest pieniądz. Ten typ rekompensaty jest zawsze możliwy do przeprowadzenia, ponadto łatwy do zrealizowania w drodze egzekucji na majątku dłużnika.